# Operación Zafar 7
La Operación Zafar 7 fue una ofensiva de Irán contra las tropas de Irak (al sureste de Suleimaniya) en el Kurdistán iraquí a mediados de marzo de 1988 durante la Guerra Irán-Irak. Aunque Irán ganó la batalla y también el siguiente contraataque iraquí, Irán fue incapaz de cumplir su objetivo de tomar Suleymaniya, al igual que la planta eléctrica de Dukan que abastece de energía eléctrica a gran parte de Irak.

## Preludio
Aviones iraquíes atacaron a barcos iraníes en el Golfo Pérsico, al igual que barcos neutrales. Los petroleros de Kuwait fueron atacados por barcos iraníes y los Estados Unidos se involucraron. Esto terminó en la Operación Praying Mantis donde Irán perdió la fragata IRIS Sahand y el Joshan, pero esto sucedió después de la Operación Zafar 7. Irán no tomó mucho territorio en el frente pero cualquier territorio que tomaba lo perdía en un tiempo significante. El único lugar donde Irán podía atacar era en el norte y con la ayuda de los kurdos esperaba derrotar a Irak en una gran batalla.

## La batalla
Irán atacó al sureste de Suleymaniya, venciendo fácilmente a los defensores iraquíes que defendían las posiciones más expuestas. Tras haber vencido a los atacados avanzaron, aunque Irak lanzó un contraataque durante el avance iraní. Los soldados iraquíes envueltos en el contraataque fueron emboscados por los iraníes y muchas tropas iraquíes fueron masacradas; la victoria estaba en las manos de Irán como para llegar a Suleymaniya pero falló en tomarla. Irán también puso en peligro la reserva petrolera de Darbandikhan.

## Halabja
El contraataque iraquí fue un desastre para Irak. Saddam respondió con un ataque con armas químicas a la ciudad kurda de Halabja. El ataque químico a Halabja ocurrió del 15 al 19 de marzo del mismo año, durante la guerra, cuando armas químicas, como el gas mostaza y el gas sarín, fueron usadas por fuerzas del gobierno iraquí contra civiles en esa ciudad kurda iraquí (que tenía 80 000 habitantes). Se hizo por separado de la Operación al-Anfal pero ambas son consideradas actos de genocidio. Halabja, que está localizada aproximadamente a 241 kilómetros al noreste de Bagdad y a entre 12 y 16 kilómetros de la frontera iraní, fue significativamente afectada, con bajas estimadas en cerca de 5 000. 